# Armin von Büren
Ne doit pas être confondu avec Armin van Buuren.
Pour les articles homonymes, voir Büren.
Armin von Büren, né le 20 avril 1928 à Zurich et mort le 10 février 2018 dans sa ville natale, est un coureur cycliste suisse. Professionnel de 1948 à 1962 et spécialiste des courses de six jours, il en a disputé 58 et en a gagné 14. Il a obtenu sept victoires avec Hugo Koblet, deux avec Jean Roth et deux avec Oscar Plattner. En 1953 et 1954, il a été champion d'Europe de l'américaine avec Koblet. Il a remporté le championnat de Suisse de vitesse en 1957 et 1959, le Tour du lac Léman en 1951 et 1953. Le 16 décembre 1956, il a battu le record du kilomètre lancé, en 1 minute 1 seconde 60, au Hallenstadion de Zurich. En 1960, il tombe lourdement lors des Six jours de Zurich. À cause des conséquences de cette chute, il doit mettre fin à sa carrière en 1962.
Ses frères Oskar et Émile ont également été cyclistes professionnels.

## Palmarès sur piste

### Six jours
- 1950
  - Six jours de Hanovre (avec Hugo Koblet)
  - 3e des Six jours de Paris
- 1951
  - 3e des Six jours de Saint-Étienne
  - 3e des Six jours de Berlin
- 1952
  - Six jours de Dortmund (avec Hugo Koblet)
  - Six jours de Francfort (avec Hugo Koblet)
  - Six jours de Gand (avec Walter Bucher)
  - Six jours de Kiel (avec Jean Roth)
  - 3e des Six jours de Londres
- 1953
  - Six jours de Bruxelles (avec Hugo Koblet)
  - Six jours de Francfort (avec Hugo Koblet)
  - 2e des Six jours de Dortmund
  - 3e des Six jours de Hanovre
- 1954
  - Six jours de Zurich (avec Hugo Koblet)
  - 2e des Six jours d'Anvers
  - 3e des Six jours de Francfort
- 1955
  - Six jours de Dortmund (avec Hugo Koblet)
- 1957
  - Six jours de Zurich (avec Gerrit Schulte)
  - Six jours de Münster (avec Jean Roth)
  - 2e des Six jours d'Anvers
- 1961
  - Six jours de Madrid (avec Oscar Plattner)
  - Six jours de New York (avec Oscar Plattner)

### Championnats d'Europe
- 1953
  - Champion d'Europe de l'américaine (avec Hugo Koblet)
- 1954
  - Champion d'Europe de l'américaine (avec Hugo Koblet)

### Championnats de Suisse
- 1954
  - 2e du demi-fond
- 1957
  -  Champion de Suisse de vitesse
- 1958
  - 3e de l'américaine
- 1959
  -  Champion de Suisse de vitesse

### Autres compétitions
- 1951
  - Prix Dupré-Lapize (avec Ferdi Kübler)
- 1956
  - Prix Hourlier-Comès (avec Hugo Koblet)
- 1957
  - 2e du Grand Prix de Paris de vitesse
- 1959
  - 3e du Grand Prix de Copenhague de vitesse

## Palmarès sur route
- 1951
  - Tour du lac Léman
- 1953
  - Tour du lac Léman
  - 10e du Championnat de Zurich